# 남원동
남원동(南院洞)은 대한민국 경상북도 상주시의 동이다. 상주시 관내 24개 읍면동 중 가장 많은 인구가 거주하고, 상주 시내에 위치해 넓은 상업지역 및 거주 지역이 형성되었다. 외곽지역인 남장동은 곶감특구 지정으로 명실상주의 전통곶감을 계승하고 있다. 곶감특구지정 지역으로 전국 생산량 중 상주시가 60%를 차지하며 그중 26%가 남원동에서 생산되는 명실상부한 전국 최고의 곶감의 고장이다.

## 개요
남원동은 조선시대 말기에는 상주군 내남면과 내서면 지역이었다. 1986년 상주읍이 시로 승격할 때 남성동, 낙양동, 개운동과 내서면에서 편입된 연원리와 남장리를 통합하여 남성동과 연원리의 이름을 따서 남원동이라 했다.

## 법정동
- 남성동
- 낙양동
- 개운동
- 연원동
- 남장동

## 교육
- 상영초등학교
- 상주중앙초등학교
- 남산중학교
- 상주여자중학교
- 상주공업고등학교

## 아파트
| 단지명         | 건설사     | 시행사       | 주소                  | 입주       | 비고 |
| -------------- | ---------- | ------------ | --------------------- | ---------- | ---- |
| 낙양주공 5단지 | ㈜성호건설 | 대한주택공사 | 상서문1길 25 (낙양동) | 1997년 5월 |      |

## 역대 동장
- 1대 김상권 (1986.1.1 ~ 1993.6.30)
- 2대 권영진 (1993.7.1 ~ 1997.2.7)
- 3대 금중현 (1997.2.10 ~ 1998.10.18)
- 4대 황규성 (1998.10.19 ~ 2001.1.7)
- 5대 이융명 (2001.1.8 ~ 2004.2.28)
- 6대 전상호 (2004.3.1 ~ 2006.8.7)
- 7대 김근종 (2006.8.8 ~ 2008.6.2)
- 8대 안창문 (2008.8.13 ~ 2010.8.15)
- 10대 인경연 (2011.7.20 ~ 2013.7.21)
- 11대 황도섭 (2013.7.22 ~ 2015.1.14)
- 12대 전병순 (2015.1.15 ~ 2017.12.31)
- 13대 이윤호 (2018.1.1 ~ 2018.7.17)
- 14대 장운기 (2018.7.18 ~ 2019.6.30)
- 15대 성상재 (2019.7.1 ~ 2020.6.30)
- 16대 채윤근 (2020.7.1 ~ 2022.6.30)
- 17대 신기봉 (2022.7.1 ~ 2023.12.31)
- 18대 김영규 (2024.1.1 ~ 현재)